# Río Guart
El río Guart es un curso de agua del norte de la península ibérica, afluente del Noguera Ribagorzana. Discurre por la provincia española de Huesca.

## Descripción
Discurre por la provincia de Huesca y desemboca en el Noguera Ribagorzana. Aparece descrito en la Descripción física y geológica de la provincia de Huesca de Lucas Mallada de la siguiente manera:

el Guart, que nace en los tozales de Monesma, dirigiéndose á las Segarras se le reunen el barranco del Pinar, el del Molino, que corta los crestones orientales de Benabarre, y otros varios; deja á la derecha á Tolva, cruza los congostos de Ciscar, rodeado de peñas totalmente desnudas que le estrechan en sitios inaccesibles, y gira á Levante en su último curso al N. de las sierras Sabinós y Perpella.
(Mallada, 1878, p. 165)

Las aguas del río, perteneciente a la cuenca hidrográfica del Ebro, terminan vertidas en el mar Mediterráneo.